# 12alfa-idrossisteroide deidrogenasi
La 12alfa-idrossisteroide deidrogenasi è un enzima appartenente alla classe delle ossidoreduttasi, che catalizza la seguente reazione:
3α,7α,12α-triidrossi-5β-colanato + NADP+ ⇄ 3α,7α-diidrossi-12-osso-5β-colanato + NADPH + H+
L'enzima catalizza l'ossidazione del gruppo 12α-ossidrile degli acidi biliari, sia nella loro forma libera che in quella coniugata. L'enzima può agire anche sugli alcoli presenti nella bile.